# Nogometni Klub Maribor "B"
Il Nogometni Klub Maribor "B", comunemente indicato come NK Maribor B, è una squadra di calcio basata nella città di Maribor in Slovenia; fondato nel 2014 come squadra riserve del Nogometni Klub Maribor, milita nella Tretja slovenska nogometna liga.